# 杏林物語
《杏林物語》是開發並由發行的動作角色扮演社会模拟電子遊戲，2022年9月22日登陸Microsoft Windows、Nintendo Switch、PlayStation 4、PlayStation 5、Xbox One及Xbox Series X/S平台，2022年9月23日登陸Amazon Luna。遊戲在評論界口碑褒貶不一。

## 遊戲玩法

遊戲中製作藥水的畫面

玩家在遊戲中扮演一名藥劑師，被派往城鎮釀造藥水，但必須與當地居民打好關係，才能獲得所需的材料；受委任務包括裝飾房子、翻新設備、捉住某人等，且都具有時間（日夜）限制。玩法主要由動作角色扮演元素組成，次要遊戲元素多用於非戰鬥操作，如製作藥水。其他遊戲元素來自覓食系統，以及與非玩家角色（NPC）的社交。

## 開發及發行
《杏林物語》由工作室在印尼萬隆開發，靈感來自《星露谷物语》和《夜勤人》等遊戲。該遊戲消息於2020年9月對外公開。發行商2022年6月22日發表了預告片。
該遊戲2022年9月22日發售，登陸平台包括Microsoft Windows、Nintendo Switch、PlayStation 4、PlayStation 5、Xbox One及Xbox Series X/S，2022年9月23日登陸Amazon Luna。2023年11月10日。官方宣布遊戲定於2024年2月6日登陸行動裝置（iOS、Android）。

## 反響
《杏林物語》據評論匯總網站Metacritic顯示，在業界口碑「好壞兩極分化」。GameSpot網站讚揚了遊戲的美學和敘事，但也指出一些角色塑造存在缺乏特色的問題。Nintendo Life網站在評論中同樣讚揚了遊戲的美學以及內置的小遊戲，同時批評了整體難度偏低。
GameSpot、Destructoid和Push Square網站皆點出諸多錯誤是一大扣分項；例如，TouchArcade網站發現Switch硬體上的性能問題可能會導致小遊戲的計時出錯。

## 外部連結
- 《杏林物語》的X（前Twitter）
- 《杏林物語》 （页面存档备份，存于）在Amazon Luna網站